# كيسي شامبرز
كيسي شامبرز (بالإنجليزية: Kasey Chambers)‏ هي مغنية وعازفة قيثارة وكاتبة غنائية أسترالية، ولدت في 4 يونيو 1976 في مونت غامبير في أستراليا.

## وصلات خارجية
- الموقع الرسمي
- كيسي شامبرز على موقع IMDb (الإنجليزية)
- كيسي شامبرز على موقع ميوزك برينز (الإنجليزية)
- كيسي شامبرز على موقع أول ميوزيك (الإنجليزية)
- كيسي شامبرز على موقع ديسكوغز (الإنجليزية)